# VISマーケティング
株式会社VISマーケティング（英: Various Intelligence Solution and Marketing Corporation）は、マーケティングリサーチ会社で、東京都千代田区に本社を置く。
エモーショナル(情動)分析(emotional analysis)やアイトラッキング(eye tracking)を用いたマーケティングリサーチ行う企業である。

## 概要
出典
アイトラッキング装置を用いた視線計測と瞳孔径変化を用いた情動変化を分析することによる市場調査を行っている。早稲田大学大学院国際情報通信研究科教授亀山渉と情動を用いた共同研究を行っている。

## 沿革
2006年5月フジ情報テック株式会社として設立。視線計測と情動分析のシステム開発を開始。2006年6月株式会社VIS総研を設立。視線計測と情動分析を行う市場調査を開始。2009年9月株式会社VIS総研が営業休止により、フジ情報テック株式会社を商号変更し株式会社VISマーケティングとする。

### 年表
- 2006年 - フジ情報テック株式会社として東京都新宿区新宿三丁目8-9にて会社設立。
- 2006年 - 株式会社VIS総研を東京都新宿区新宿三丁目8-9にて会社設立。
- 2007年 - 本社を東京都新宿区三栄町18-8へ移転。
- 2008年 - 本社を神奈川県川崎市川崎区日ノ出二丁目7-16へ移転。
- 2009年 - 株式会社VISマーケティングに商号変更。本社を東京都千代田区飯田橋一丁目12番地2へ移転。